# Coundon Grange
Coundon Grange är en ort i civil parish Dene Valley, i kommunen Durham i grevskapet Durham, i England. Orten har 298 invånare (2001). Coundon Grange var en civil parish 1866–1937 när blev den en del av Bishop Auckland. Civil parish hade 3 109 invånare år 1931.